# Orglandes
Orglandes település Franciaországban, Manche megyében. Lakosainak száma 349 fő (2022. január 1.). Orglandes Urville, La Bonneville, Étienville, Le Ham, Hautteville-Bocage, Reigneville-Bocage és Picauville községekkel határos.

## Népesség
A település népességének változása:
| Lakosok száma | 302  | 297  | 303  | 315  | 359  | 364  | 371  | 360  | 354  | 349  |
|               | 1968 | 1982 | 1990 | 2006 | 2013 | 2015 | 2017 | 2019 | 2020 | 2022 |